# Styrax buchananii
Styrax buchananii är en storaxväxtart som beskrevs av W. W. Smith. Styrax buchananii ingår i släktet Styrax och familjen storaxväxter. Inga underarter finns listade i Catalogue of Life.